# Hãn quốc Kim Trướng
Hãn quốc Kim Trướng là một hãn quốc Hồi giáo gốc Mông Cổ, sau này đã Đột Quyết hoá, được thành lập ở vùng phía tây Đế quốc Mông Cổ sau chiến dịch xâm lược Rus của họ từ năm 1235 đến năm 1240, bao gồm các lãnh thổ ngày nay là Nga, Ukraina, Moldova, Kazakhstan, và phía bắc dãy Kavkaz, lãnh thổ của Kim Trướng hãn quốc thời đỉnh điểm gồm hầu hết Đông Âu từ dãy núi Ural tới hữu ngạn sông Dnepr, kéo dài về phía đông sâu vào tận Siberi. Ở phía nam, đất đai của hãn quốc Kim Trướng kéo dài tới biển Đen, dãy núi Kavkaz và các lãnh thổ của một triều đại Mông Cổ khác được gọi là hãn quốc Y Nhi.

## Khởi đầu

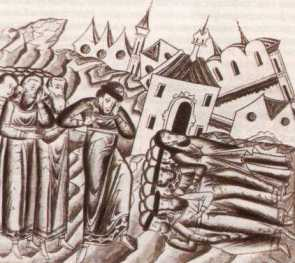
Sự phá huỷ Suzdal của quân đội Mông Cổ. Từ biên niên sử Nga thời Trung Cổ

Trước khi Thành Cát Tư Hãn của Đế quốc Mông Cổ băng hà, ông đã chia đều quyền lực và lãnh thổ của đế quốc cho bốn người con trai do hoàng hậu (khatun) Bột Nhi Thiếp (Borte) sinh ra cai quản. Theo đó, hoàng tử trưởng Truật Xích (Jochi), người vốn qua đời trước cha mình sáu tháng và bị nghi ngờ về huyết thống trong suốt cuộc đời, được trao vùng đất cực tây do người Mông Cổ chiếm đóng (gồm phía nam Nga và Kazakhstan). Sau đó, những người con lớn nhất của Truật Xích được thừa kế lãnh địa của cha: người con trưởng và cũng là cháu đích tôn của Thành Cát Tư Hãn, Oát Nhi Đáp (Orda), trở thành hãn của Bạch Trướng hãn quốc, còn người con thứ hai, Bạt Đô (Batu), cai trị Thanh Trướng hãn quốc.
Năm 1235, dưới triều đại của Oa Khoát Đài Hãn (Ogedei, người con trai thứ ba lên thừa kế ngôi vị Khả hãn), Bạt Đô được giao nhiệm vụ cùng tướng quân Tốc Bất Đài (Subedei) chỉ huy 150.000 quân tiến về phía tây. Đây được xem là chiến dịch tiếp nối cho những cuộc tấn công chống lại người Cuman đã được người cha quá cố Truật Xích của Bạt Đô khởi động năm 1223 khi quân đội Mông Cổ tìm cách tiến vào bán đảo Krym. Đầu tiên, họ thành công trong việc đánh đuổi các bộ lạc người Bashkir, và Volga Bulgaria một năm sau đó, ra khỏi các vùng lãnh nguyên thuộc miền tây Siberi. Đến năm 1237, quân đội của Bạt Đô chinh phục một số vùng thảo nguyên phía nam Ukraina, cuối cùng buộc người Cuman địa phương phải rút khỏi bán đảo Krym năm 1239, và biến nơi đây trở thành một ulus của của Đế quốc Mông Cổ. Các tàn tích của người Cuman Krym còn lại ở dãy núi Krym trong khi hầu hết bán đảo trở thành nơi sinh sống của những người Tatar đi chinh phục. Tiến về phía bắc, Bạt Đô bắt đầu xâm lược Rus và trong ba năm đã tiêu diệt hoàn toàn công quốc Rus Kiev, trong khi những người em họ của ông là Mông Kha (Möngke), Hợp Đan (Kadan) và Quý Do (Guyuk) tiến về phía nam vào lãnh địa của người Alania.
Dùng những người Cuman di cư làm casus belli (nguyên nhân gây chiến), đội quân của Bạt Đô tiếp tục đi về phía tây, cướp phá Ba Lan và Hungary sau những chiến thắng tại các trận Legnica và trận Mohi. Tuy nhiên, năm 1241, đại hãn Oa Khoát Đài (Ögedei) đột ngột băng hà tại Mông Cổ, buộc Bạt Đô phải từ bỏ kế hoạch vây hãm thành Viên của đế quốc La Mã Thần Thánh để trở về kinh đô Hoa Lâm (Karakorum) với mục tiêu kế thừa ngôi vị khả hãn. Từ đó, quân đội Mông cổ không bao giờ còn có thể đi xa thêm về phía tây. Năm 1242, sau khi rút qua Hungary (phá huỷ Pest trong quá trình đó), và chinh phục Bulgaria, Bạt Đô thiết lập kinh đô tại Sarai thuộc vùng hạ lưu sông Volga, vốn trước đây từng là kinh đô Atil của người Khazar.
Đến năm 1255, Bạt Đô hãn băng hà và ngôi vị được truyền lại cho người con trai cả là Sartaq, dưới sự nhiếp chính của một người em trai của Bạt Đô là Biệt Nhi Ca (Berke). Nhưng chỉ trong 2 năm, lần lượt Sartaq và người em trai kế vị Ulaghchi đều băng hà, khiến cho ngôi khả hãn chính thức thuộc về nhiếp chính vương Bịet Nhi Ca. Dưới sự cai trị của ông, Kim Trướng trở thành một đế quốc bền vững và ổn định ở phía tây của đế quốc Mông Cổ. Năm 1259, ông tiêu diệt hoàn toàn phe đối lập của Danylo xứ Halych, phát động cuộc chiến tranh với Đại công quốc Lietuva lần thứ hai, do tướng Burundai chỉ huy. Từ năm 1260, Kim Trướng hãn quốc tiếp tục tiến xuống phía nam đến dãy Kavkaz, uy hiếp biên giới của Y Nhi hãn quốc do người em họ Húc Liệt Ngột cai trị. Năm 1265, quân Mông Cổ cướp phá Bulgaria và tỉnh Thrace của đế quốc Đông La Mã (Byzantine), buộc hoàng đế Michael VIII phải cống nạp vải quý cho Biệt Nhi Ca.

## Thời kỳ hoàng kim
Sau khi Mông Kha chết năm 1259, cuộc chiến tranh giành quyền kế vị diễn ra giữa Hốt Tất Liệt và A Lý Bất Ca (Ariq Böke), gián tiếp đánh dấu sự chấm dứt của một đế quốc Mông Cổ thống nhất. Cuộc chiến giữa Kim Trướng hãn quốc dưới sự chỉ huy của hãn Biệt Nhi Ca (Berke) và hãn quốc Y Nhi của hãn Húc Liệt Ngột (Hulagu), cuộc chiến tranh Biệt Nhi Ca-Húc Liệt Ngột, nhanh chóng bùng phát năm 1262. Kim Trướng hãn quốc trở thành một quốc gia hoàn toàn độc lập sau đó. Dù hãn Uzbeg (sultan Mohammed Öz-Beg hay Nguyệt Tức Biệt) đã Hồi giáo hoá hãn quốc này năm 1315 và sử dụng tiếng Mông Cổ làm ngôn ngữ ngoại giao duy nhất, ký tự Mông Cổ đã được các hãn sử dụng cho tới cuối thế kỷ 14. Chúng ta biết rằng Janibeg đã viết một bức thư bằng tiếng Mông Cổ gửi sang Ai Cập và Tokhta, và Tokhtamysh đã đúc những đồng xu với ký tự Mông Cổ. Sau vụ lật đổ vị bá chủ danh nghĩa là Hoàng đế nhà Nguyên Nguyên Huệ Tông Thỏa Hoàn Thiếp Mục Nhĩ (Toghan Temur), Kim Trướng Hãn Quốc mất đi quan hệ với Mông Cổ và Trung Quốc.
Khi đó, người dân Kim Trướng hãn quốc phần lớn là sự pha trộn giữa người Turk và người Mông Cổ đều theo đạo Hồi. Các sắc dân người Turk gồm có Kypchak, Volga Tatar, Khwarezm,... chiếm đa sô trong xã hội, gián tiếp đồng hóa văn minh của họ với bản sắc Mông Cổ của những hậu duệ của hoàng tộc Bột Nhi Chỉ Cân (Borjigin). Họ thường được người Nga và người châu Âu gọi là người Tatar. Người Nga giữ tên chung này cho cả nhóm tới thế kỷ 20. Tuy nhiên, hầu hết các thành viên của nhóm này tự phân biệt mình theo tên sắc tộc hay bộ lạc, một số người cũng tự coi mình là tín đồ Hồi giáo. Đa số dân cư, cả dân nông nghiệp và du mục, đều sử dụng tiếng Kypchak, một ngôn ngữ đã phát triển thành các ngôn ngữ khu vực của nhóm Kypchak sau khi hãn quốc tan rã.
Các hậu duệ của Bạt Đô cai trị Kim Trướng hãn quốc từ Sarai Batu và sau này là Sarai Berke, đều kiểm soát một vùng từ sông Volga và dãy núi Karpat tới cửa sông Danube. Các hậu duệ của Orda cai trị vùng từ sông Ural tới hồ Balkhash. Những cuộc điều tra dân số đã ghi nhận người Trung Quốc sống trong các khu dân cư tại các vùng của người Tatar ở Novgorod, Tver và Moskva.
Một bài thơ trên vỏ cây, được biết như là giấy cói Kim Trướng hãn quốc, là một trong những dấu vết còn lại tưởng nhớ về nền văn hoá hãn quốc này. Thơ được viết bằng tiếng Mông Cổ ở đầu thế kỷ 14. Nó nói về một chiến binh và người mẹ anh ta nhớ nhau trong bối cảnh những cuộc chiến tranh triền miên.

### Cơ cấu tổ chức nội bộ
Vị vua cai trị tối cao của hãn quốc là hãn, được lựa chọn trong kurultai từ số các hậu duệ của hãn Bạt Đô. Tể tướng, cũng thuộc sắc tộc Mông Cổ, được gọi là "hoàng thân của các hoàng thân", hay beklare-bek. Các vị quan được gọi là vizier. Các vị lãnh chúa địa phương, hay các basqaq, chịu trách nhiệm thu thuế và xử lý các vụ bất tuân của dân chúng. Cơ cấu hành chính dân sự và quân sự không tách rời.
Hãn quốc này đã phát triển như một nền văn hoá định cư chứ không phải du mục, và Sarai phát triển lên trở thành một đô thành lớn và thịnh vượng. Đầu thế kỷ 14, thủ đô được dời lên thượng nguồn tới Sarai Berqe, nó trở thành một trong những thành phố lớn nhất thế giới thời Trung cổ, với 600.000 dân.
Dù có những nỗ lực của người Nga nhằm cải đạo ở Sarai, người Mông Cổ vẫn tuân theo các đức tin vật linh hay shaman giáo truyền thống của họ cho tới khi Uzbeg Khan (1312-41) chấp nhận đạo Hồi làm quốc giáo. Nhiều vị quân chủ của Rus Kiev - như Mikhail của Chernigov và Mikhail của Tver nằm trong số họ - được thông báo là đã bị ám sát ở Sarai, nhưng các hãn nói chung là khoan dung và thậm chí còn cho phép Nhà thờ Chính thống Nga không phải nộp thuế.

### Chư hầu và đồng minh
Hãn quốc thu các khoản thuế từ các tộc người chư hầu - người Nga, người Armenia, người Gruzia, người Circassia, người Alan, người Hy Lạp Krym, người Goth Krym, và các sắc tộc khác (người Bulgar Balkan và người Serb). Các lãnh thổ của các thần dân theo Thiên chúa giáo được coi là các vùng đất ngoại biên không đáng chú ý lắm khi họ vẫn chịu nộp thuế. Các quốc gia chư hầu này không bao giờ bị sáp nhập vào hãn quốc, và những vị công tước Nga ban đầu có được quyền ưu tiên thu thuế cả của người Tatar. Để duy trì sự kiểm soát với Nga, các lãnh chúa Tatar thường tiến hành các cuộc cướp bóc trừng phạt vào hầu hết các công quốc Nga (các cuộc lớn nhất là vào năm 1252, 1293, 1382).
Có một quan điểm, được Lev Gumilev quảng bá nhiều nhất, rằng hãn quốc và các thực thể Nga đã tham gia vào một liên minh phòng thủ chống lại các hiệp sĩ Teuton cuồng tín và người Litva dị giáo. Những người đề xuất chỉ ra rằng triều đình Mông Cổ là nơi các công tước Nga thường lui tới, đáng chú ý nhất là Feodor Đen của Yaroslavl, người khoe khoang ulus của riêng mình gần Sarai, và Aleksandr Nevsky của Novgorod, người anh em chí cốt của người kế vị Bạt Đô là hãn Sartaq. Một lực lượng Mông Cổ đã giúp đỡ cho người Novgorod tại trận chiến băng và người Novgorod phải trả thuế cho hãn quốc.
Sarai đã có mối quan hệ thương mại phát đạt với các trung tâm thương mại của Genoa trên bờ biển Đen - Soldaia, Caffa, và Azak. Mamluk Ai Cập là đối tác thương mại lâu dài của các hãn và đồng minh tại Địa Trung Hải. Berke, hãn của Kipchak đã lập ra một liên minh với Mamluk Sultan Baibars chống lại hãn quốc Y Nhi năm 1261.

## Phát triển chính trị
Sau cái chết của Bạt Đô năm 1255, sự thịnh vượng của đế chế của ông kéo dài đúng một thế kỷ, cho tới vụ ám sát Jani Beg năm 1357, dù những mưu đồ của Nogai quả thực có tạo ra một cuộc nội chiến cục bộ hồi cuối thập niên 1290. Đỉnh cao sức mạnh quân sự của hãn quốc là trong thời kỳ cai trị của Uzbeg (1312-41), quân đội của ông vượt quá 300.000 chiến binh.
Chính sách với Nga của họ là luôn thay đổi các liên minh nhằm khiến Nga luôn yếu ớt và bị chia rẽ. Trong thế kỷ 14, sự nổi lên của Litva ở đông bắc châu Âu đã đặt ra một thách thức với sự kiểm soát của người Tatar với Nga. Vì thế Uzbeg Khan bắt đầu hỗ trợ Moskva trở thành nhà nước hàng đầu của Nga. Ivan I Kalita được trao danh hiệu đại công tước và có quyền thu thuế từ các vị công tước Nga khác.

## Phân rã và sụp đổ

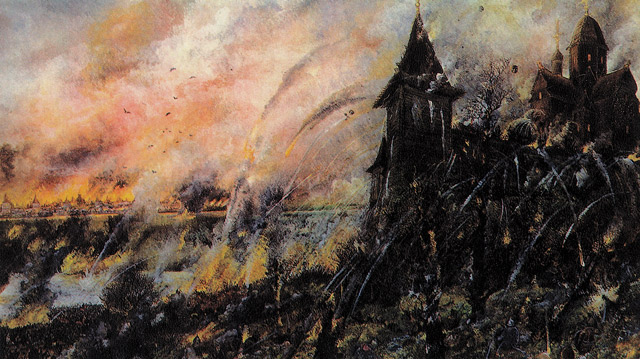
Cuộc xâm lược Nga của Tokhtamysh năm 1382.

Tử thần Đen những năm 1340 là một yếu tố chủ chốt góp phần vào sự suy tàn của Kim Trướng hãn quốc. Sau thời kỳ cầm quyền thảm hoạ của Jani Beg và vụ ám sát ông sau đó, hãn quốc này rơi vào một cuộc nội chiến kéo dài, với sự xuất hiện mỗi hãn một năm trong vài thập kỷ sau đó. (Bạch Trướng hãn quốc của Orda tiếp tục phát triển và không gặp rắc rối gì lớn cho tới cuối những năm 1370). Tới những năm 1380, Khwarezm, Astrakhan, và Muscovy đã tìm cách thoát khỏi quyền lực của hãn quốc, trong khi vùng đất tới sông Dnepr của nó đã bị Litva sáp nhập sau thắng lợi quyết định của họ trong trận chiến sông Synyuk và Ba Lan năm 1380. (Các công quốc phía đông dần bị sáp nhập với ít sự kháng cự).
Mã Mạch, một vị tướng người Tatar không chính thức nắm ngôi báu, đã tìm cách tái lập quyền lực của Tatar với Nga. Quân đội của ông đã bị Dmitry Donskoi đánh bại tại trận Kulikovo trong thắng lợi thứ hai liên tiếp của ông trước người Tatar. Mã Mạch nhanh chóng mất quyền lực.
Năm 1378, Tokhtamysh, một hậu duệ của hãn Orda và người cai trị Bạch Trướng hãn quốc, đã xâm lược và sáp nhập lãnh thổ của Thanh Trướng hãn quốc, tái lập trong một thời gian ngắn Kim Trướng hãn quốc như là quyền lực thống trị trong vùng. Sau thất bại của Mã Mạch, Tokhtamysh đã tìm cách tái lập sự thống trị của Kim Trướng hãn quốc với Nga bằng cách tấn công các vùng đất Nga năm 1382. Ông bao vây Moskva ngày 23 tháng 8, nhưng những người dân Moskva đã đánh bại ông, lần đầu tiên sử dụng súng trong lịch sử Nga. Ngày 26 tháng 8, hai người con của người ủng hộ Tokhtamysh là Dmitry của Suzdal, các công tước của Suzdal và Nizhny Novgorod Vasily và Semyon, có mặt trong các lực lượng của Tokhtamysh, đã thuyết phục những người Moskva mở cổng thành, hứa hẹn rằng các lực lượng sẽ không tàn phá thành phố. Điều này giúp quân đội của Tokhtamysh tiến vào và phá huỷ Moskva, giết hại 24.000 người.

Các lãnh địa của Kim Trướng hãn quốc năm 1389 trước cuộc chiến tranh Tokhtamysh-Timur, với các biên giới quốc tế mới màu xám sáng. Công quốc Moskva được thể hiện như một vùng độc lập, màu vàng sáng.

Tamerlane đã thực hiện một cú đánh chết người với hãn quốc, người đã thủ tiêu quân đội của Tokhtamysh, phá huỷ kinh đô, cướp phá các trung tâm thương mại Krym, và trục xuất hầu hết thợ thủ công có tài tới thủ đô của mình tại Samarkand.
Trong những thập kỷ đầu tiên của thế kỷ 15, quyền lực được Edigu, một tư tế có nguồn gốc ở Vytautas tại Litva trong Trận chiến sông Vorskla thao túng và thành lập hãn quốc Nogai làm khu vực của riêng mình. Trong thập niên 1440, hãn quốc một lần nữa bị chia rẽ bởi nội chiến. Lần này, nó tan rã thành hai hãn quốc: hãn quốc Qasim, hãn quốc Kazan, hãn quốc Astrakhan, hãn quốc Kazakh, hãn quốc Uzbek, và hãn quốc Krym tất cả đều ly khai khỏi tàn tích cuối cùng của Kim Trướng hãn quốc - Đại hãn quốc.
Không một hãn quốc mới nào mạnh hơn đại công quốc Moskva, cuối cùng đã thoát khỏi sự kiểm soát của người Tatar năm 1480. Mỗi hãn quốc cuối cùng đều bị nó sáp nhập, bắt đầu với Kazan và Astrakhan hồi thập niên 1550. Tới cuối thế kỷ hãn quốc Siberi đã là một phần của Nga. Các hậu duệ của các hãn cầm quyền đều phục vụ Nga.
Mùa hè năm 1470 (những nguồn khác đưa ra con số 1469), hãn Ahmed tổ chức một cuộc tấn công vào Moldavia, Vương quốc Ba Lan, và Litva. Tới ngày 20 tháng 8, các lực lượng Moldavia dưới sự chỉ huy của Stephen Vĩ đại đánh bại quân Tatar trong Trận Lipnic. Vương quốc Ba Lan và Đại công quốc Lietuva (sở hữu hầu hết Ukraina ở thời điểm đó) bị số quân còn lại của hãn quốc tấn công năm 1487-1491. Họ đi tới tận Lublin ở trung tâm Ba Lan trước khi bị đánh bại một trận quyết định tại Zaslavl.
Hãn quốc Krym trở thành một nhà nước chư hầu của Đế quốc Ottoman năm 1475 và khuất phục những gì còn lại của Đại hãn quốc năm 1502. Người Tatar Krym tiến hành cướp phá tại miền nam nước Nga, Ukraina và thậm chí cả Ba Lan trong thế kỷ 16 và đầu thế kỷ 17, nhưng họ không thể đánh bại Nga hay chiếm Moskva. Dưới sự bảo hộ của Ottoman, hãn quốc Krym tiếp tục sự tồn tại bấp bênh tới khi Ekaterina Đại đế sáp nhập nó vào ngày 8 tháng 4 năm 1783. Nó là nhà nước kế tục tồn tại lâu nhất của Kim Trướng hãn quốc.

## Danh sách các Hãn vương Kim Trướng
1. Jochi Khan: 1225 - 1226
2. Orda Khan: 1226 - 1251
3. Batu Khan: 1240 - 1255
4. Sartaq Khan: 1255 - 1256
5. Ulaqchi Khan: 1257
6. Berke Khan: 1257 - 1266
7. Mengu-Timur: 1266 - 1280
8. Tuda Mengu: 1280 - 1287
9. Talabuga: 1287 - 1291
10. Tokhta Khan: 1291 - 1312
11. Muhammad I Uzbeg Khan: 1313 - 1341
12. Tini Beg: 1341 - 1342
13. Jani Beg I: 1341 - 1357
14. Berdi Beg: 1357 - 1359
15. Qulpa Khan: 1359 - 1360
16. Nawruz Beg: 1360 - 1361
17. Khidr Khan ibn Sasibuq Khan: 1361
18. Timur Khwaja ibn Khidr Khan: 1361
19. Urdu Malik Shaykh: 1361
20. Kildibek: 1361
21. Murad Khan: 1362 - 1364
22. Amir Pulad Khan: 1364 - 1365
23. Aziz Khan: 1365 - 1367
24. Abdullah Khan ibn Uzbeg Khan: 1367 - 1368
25. Hassan Khan: 1368 - 1369
26. Abdullah Khan ibn Uzbeg Khan: 1369 - 1370
27. Jani Beg II: 1369 - 1370
28. Muhammad II Bolaq: 1370 - 1372
29. Hajji Circassia: 1374 - 1375
30. Muhammad Bolaq: 1375
31. Ghiyath-ud-din Khaqan Beg Khan Aybak: 1375 - 1377
32. Arab Shah Muzaffar: 1377 - 1380
33. Tokhtamysh I Khan: 1378 - 1397
34. Temur Qutlugh: 1397 - 1399
35. Shadi Beg: 1399 - 1407
36. Pulad Khan ibn Shadi Beg: 1407 - 1410
37. Temur Khan ibn Temur Qutlugh: 1410 - 1412
38. Jalal al-Din Khan ibn Tokhtamysh II Green Sultan: 1411 - 1412
39. Karim Berdi ibn Tokhtamysh III: 1412 - 1414
40. Kebek Khan ibn Tokhtamysh IV: 1414
41. Chokra Khan ibn Akmyl: 1414 - 1417
42. Jabbar Berdi Khan: 1417 - 1419
43. Dervish Khan: 1419
44. Qadeer Berdi Khan ibn Tokhtamysh V: 1419
45. Hajji Muhammad Khan ibn Oghlan Ali: 1419
46. * Ulugh Muhammad: 1419 - 1421; Dawlat Berdi: 1419 - 1421
47. Baraq Khan bin Koirichak (con trai của ông Jani Beg Khan cùng với Kerey Khan thành lập Kazakhstan Khanate năm 1456): 1421 - 1427
48. Ulugh Muhammad (Thành lập Kazan Khanate năm 1438): 1428 - 1433
49. Syed Ahmed I: 1433 - 1435
50. Küchük Muhammad: 1435 - 1459
51. Mahmud bin Küchük (Thành lập Khanate of Astrakhan năm 1466): 1459 - 1465
52. Ahmed Khan: 1465 - 1481
53. Syed Ahmed II: 1481
54. Sheikh Ahmed: 1481
55. Murtada Khan: 1481 - 1502

## Các tỉnh
Người Mông Cổ tổ chức theo hệ thập phân được thừa hưởng từ Thành Cát Tư Hãn. Có thông tin cho rằng có tổng cộng 10 tỉnh hay ulus bên trong Kim Trướng hãn quốc.
- Khorazm,
- Desht-i-Kipchak,
- Khazaria,
- Krym (trung tâm tại Qırım),
- Các bờ sông Azov,
- Vùng đất của người Circassia,
- Vùng đất Bulgar,
- Walachia,
- Alania,
- Các vùng đất Nga.[25]